# كلات (تشارك)
کلات (بالفارسية: کلات) هي قرية تقع في إيران في بلدة شيبكوه. يقدر عدد سكانها بـ 85 نسمة .